# Towarzystwo Śpiewu Lutnia w Kościanie
Towarzystwo Śpiewu Lutnia – chór mieszany Cechu Rzemiosł Różnych w Kościanie. Dyrektor zespołu, Tomasz Bartkiewicz, był współzałożycielem Związku Kół Śpiewaczych na Wielkie Księstwo Poznańskie w 1892. 
Data powstania: 1876 (przy Towarzystwie Przemysłowym w Kościanie). Do 1900 był chórem męskim.
Osiągnięcia i nagrody: Złota Odznaka z Wieńcem Laurowym Polskiego Związku Chórów i Orkiestr, medal im. Jana Kilińskiego (dwukrotnie).